# Treserra
Treserra (Tresserra en catalán ribagorzano) es una localidad española perteneciente al municipio de Arén, en la Ribagorza, provincia de Huesca, Aragón. Se trata de una de las aldeas que conformaban Cornudella de Baliera.

## Toponimia
Treserra proviene del latín TRANS SĚRRAM (más allá de la sierra en castellano).

## Urbanismo
Se trata de una aldea con una distribución dispersa ya que sus siete casas, todas de dos o tres pisos y hechas con mampostería, se encuentran dispersas en lo que se considera el término de la antigua población y por lo tanto conforman pequeños barrios.
Según Ramón Tremosa en el 1991 los nombres de las casas eran Bové, Espunya, Hereu, Pererroi, Rels, Torralla y Badía. En 1900 estaban abiertas las siete casas, seis en1950 y ninguna en el 80.

## Monumentos
- Iglesia románica de San Vicente,[5] construida en el siglo XII se trata de un templo de planta rectangular con una nave cubierta con bóveda de medio cañón y un ábside semicircular cubierto con bóveda de horno, teniendo el acceso al conjunto en el muro sur. Cuenta con añadidos posteriores como las capillas laterales y su abadía adosada. De aquí proviene el Frontal de San Vicente de Treserra.[6]

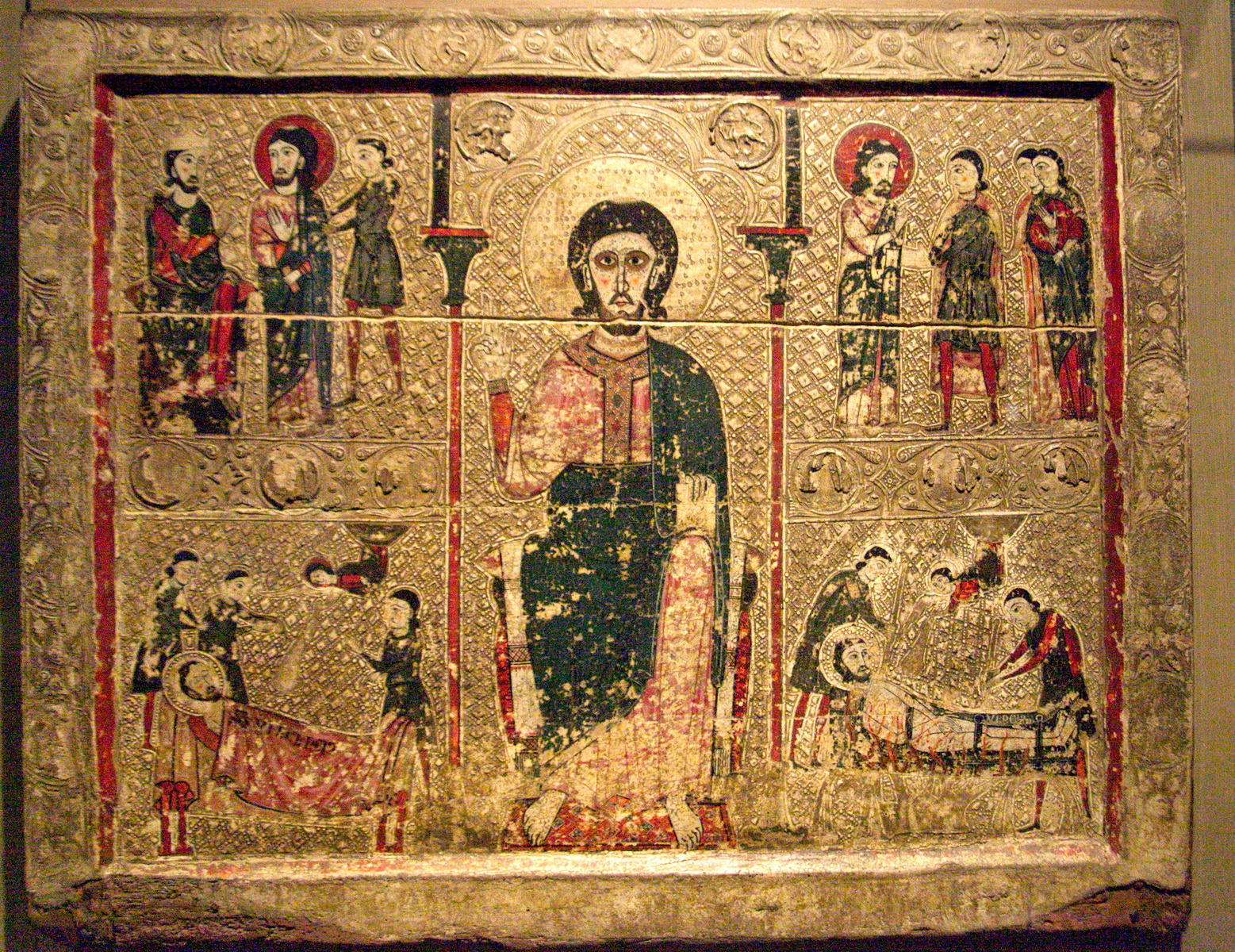
Frontal de San Vicente, anteriormente ubicado en el Museo Diocesano de Lérida y desde el 2021 en el Museo Diocesano de Barbastro-Monzón

## Demografía
En el momento de su mayor población llego a contar con 53 habitantes en el 1940, habiendo tenido 52 en el 1910 y 16 en el 1970.